# Englebert Maghe
Englebert Maghe (né à Familleureux, en 1636 ; mort le 30 octobre 1708,) est un chroniqueur et le 42e abbé prémontré de l'abbaye de Bonne-Espérance en Hainaut.

## Biographie
Fils d'Étienne Maghe et de Jeanne Guillot, Englebert Maghe est baptisé à Familleureux le 1er avril 1636. Il entre à l'abbaye de Bonne-Espérance le 15 juin 1654. Après son noviciat, il y enseigne la philosophie et la théologie.
Le 7 juin 1671, le roi de France Louis XIV nomme Englebert Maghe abbé de Bonne-Espérance. Englebert Maghe est installé le 2 juillet 1671 et reçoit la consécration abbatiale de Charles, évêque de Soissons, le 8 du même mois en l'église Saint-Jean-des-Vignes.
Maghe succède à l'abbé Augustin de Felleries, mort le 31 mars 1671 et dont l'administration est marquée par des dépenses excessives et des impositions de guerres. Sous l'abbatiat d'Englebert Maghe, l'abbaye de Bonne-Espérance doit faire face à douze procès. Il parvient à relever les finances de l'abbaye, notamment en faisant vendre des propriétés du monastère situées en France.
Englebert Maghe doit cependant résoudre un conflit lié à la baronnie de Chaumont, dont Bonne-Espérance possède les titres de propriété depuis des siècles. Ce conflit le pousse à vérifier, classer et copier toutes les archives de l'abbaye, qu'il compile en un cartulaire en dix-huit volumes : un travail colossal qui lui permet d'obtenir gain de cause dans ce procès, même si des réserves sont émises quant à la fiabilité d'un des documents concernant la baronnie de Chaumont. À partir de ce cartulaire et d'une chronique antérieure, Maghe fait publier en 1704 une Chronique de Bonne-Espérance,, qui a peut-être été imprimée à l'abbaye même.
Sous la prélature d'Englebert Maghe, l'abbaye accepte la direction du collège de Binche. Plusieurs religieux de Bonne-Espérance y enseignent de 1702 à 1709.
Après la mort de l'abbé Maghe, le 30 octobre 1708, les chanoines de Bonne-Espérance s'aperçoivent que les plaintes concernant la baronnie de Chaumont étaient justifiées. Dès lors, ils font disparaitre un grand nombre d'exemplaires de sa Chronique.

## Ouvrage
- (la + fro + frm) Englebert Maghe, Chronicum ecclesiae beatae Mariae Virginis Bonae-Spei ordinis praemonstratensis ex archivis eiusdem..., Bonne-Espérance, 1704 (réimpr. 1999) (lire en ligne).Reproduction anastatique effectuée par les Archives générales du Royaume.